# Thelypteris grantii
Thelypteris grantii är en kärrbräkenväxtart som först beskrevs av Edwin Bingham Copeland, och fick sitt nu gällande namn av Ren-Chang Ching. Thelypteris grantii ingår i släktet Thelypteris och familjen Thelypteridaceae. Inga underarter finns listade.